# 穆超
穆超（1908年12月24日—2000年2月28日），名方印，字北海，號曉秋、傑生。大連市旅順三澗堡許家窯村人。民國37年（1948年）在大連市選區當選第一屆立法委員

## 生平
- 私立馮庸大學政治系肄業
- 國立暨南大學政治系肄業
- 國立中山大學政治系畢業
- 日本明治大學政經學部畢業
- 日本大學哲學博士
- 武漢警備司令部少校督察
- 中國國民黨中央黨部總幹事、科長
- 軍事委員會上校專員
- 中央執行委員會調查統計局職員
- 中央團部編審
- 中央青年部專門委員
- 東北剿匪總司令部諮議
- 創始旅大青年義勇會、人生哲學會、中菲文化經濟協會、新動力雜誌
- 在旅大地區宣傳三民主義曾獲馮庸大學徵文現代青年的苦悶原因及其挽救方策首獎